# 日産栃木自動車大学校
専門学校日産栃木自動車大学校（せんもんがっこうにっさんとちぎじどうしゃだいがっこう、英: NISSAN AUTOMOBILE TECHNICAL COLLEGE TOCHIGI）は、栃木県河内郡上三川町に設置された学校法人日産学園が運営する私立専門学校。

## 概説
1983年に日産自動車株式会社により、日産販売会社の即戦力となる整備士（テクニカル・スタッフ）育成を目的に設立された専門学校である。全国の日産販売会社に多くの整備士（テクニカル・スタッフ）を輩出している。
教育理念は、常に時代をリードし、人間力や技術力を備えた自動車エンジニアの育成で、自動車業界の貢献を目的としている。
自動車整備士国家資格の取得は一級、二級を問わずに開校以来、高い合格率を維持している。

## 特色
日産自動車の自動車整備技術習得を中心とした授業の他にも「カートレース大会」や「日産販社 産学連携授業」「モーターショー見学」「日産自動車座間記念庫見学」など、様々な課外授業が行われている。
就職に関しては全国の日産販売会社を中心に毎年高い就職内定率を誇り、取得受験資格には国家1・2級自動車整備士（実技試験免除）がある。
2012年から2018年までKONDO Racingとの共同プロジェクト（チーム名：「スリーボンド日産自動車大学校GT-R」）でスーパー耐久・ST-Xクラスに参戦していたが、2019年より同プロジェクト（チーム名：「リアライズ日産自動車大学校GT-R」）でSUPER GT・GT300クラスに参戦している。

## 所在地
- 〒329-0604 栃木県河内郡上三川町上郷2120
- 〒329-0605 栃木県河内郡上三川町しらさぎ3丁目5-5（学生寮）

## 沿革
- 1981年 - 整備専門学校開設準備室を開設。栃木県知事より学校建設の許可を得る。
- 1983年 - 「学校法人日産学園 日産自動車整備専門学校」として栃木県知事より認可受ける。自動車整備士一種養成施設として運輸大臣（現国土交通大臣）より指定取得。
- 1986年 - 自動車整備科定員を250名から300名に変更。
- 1990年 - 海外研修旅行（アメリカ西海岸）を開始。
- 1993年 - 創立10周年記念式典を挙行。創立十周年記念誌「十年間の歩み」を発刊。
- 1997年 - 自動車整備科卒業後にさらに高度な自動車整備技術を学ぶために自動車整備研究科（修業年限1年／定員30名）を開設。
- 2002年 - 自動車整備科定員を300名から250名に変更。
- 2003年 - 自動車整備研究科を廃科し、新たに一級自動車工学科（修業年限2年／定員30名）を開設。
- 2005年 - 校名を「日産栃木整備専門学校」に変更。
- 2006年 - 一級自動車工学科を定員40名に増員し、修業年限4年の一貫教育を開始。
- 2007年 - 校名を「専門学校 日産栃木自動車大学校」に変更。
- 2009年 - 募集定員を一級自動車工学科50名、自動車整備科190名に変更。
- 2011年 - 募集定員を一級自動車工学科40名、自動車整備科40名に変更。
- 2012年 - KONDOレーシングとの共同プロジェクトで「スーパー耐久シリーズ」に参戦開始。
- 2013年 - 募集定員を一級自動車工学科50名、自動車整備科100名に変更。
- 2015年 - 文部科学省より一級自動車工学科・自動車整備科が「職業実践専門課程」として認定。
- 2016年 - 募集定員を一級自動車工学科75名、自動車整備科100名に変更。
- 2016年 - 参戦5年目の「スーパー耐久シリーズ2016」のST-Xクラスでシリーズチャンピオンを獲得。
- 2017年 - 国家2級自動車整備士資格取得者を対象とした「スポーツメカニクス科（修業年限1年／定員25名）」を開設。放送大学との併修制度を開始。一級自動車工学科卒業と同時に「学士」の学位が取得可能となる。
- 2019年 - 修業年限1年のスポーツメカニクス科を修業年限3年の「自動車整備・スポーツメカニクス科」に変更。KONDOレーシングと共に7年間参戦した「スーパー耐久シリーズ」から、「スーパーGT（GT300クラス）」にステージを変更し、新たに日産販売会社の現役整備士も巻き込んだ「NISSAN MECHANIC CHALLENGE」をスタートする。
- 2020年 - 「NISSAN MECHANIC CHALLENGE」として参戦しているスーパーGT（GT300クラス）で初のシリーズチャンピオンを獲得。
- 2021年 - 留学生専用の3年制コース「国際自動車整備科（国家二級自動車整備士養成課程）」を開設。
- 2022年 - スーパーGT（GT300クラス）で2度目のシリーズチャンピオンを獲得。TEAM ZEROONEとスーパー耐久にも参戦。
- 2025年 - 国際自動車整備科が職業実践専門課程に認定され、定員も90名に変更。スポーツメカニクス科の募集停止。

## 学科・コース
一級自動車工学科
国家一級自動車整備士養成課程 修業年限：4年（昼間）定員：45名
自動車整備科
国家二級自動車整備士養成課程 修業年限：2年（昼間）定員：65名
国際自動車整備科 ※留学生専用
国家二級自動車整備士養成課程 修業年限：3年（昼間）定員：90名

## クラブ活動
エコランクラブ
毎年「ツインリンクもてぎ」で開催される「ホンダエコノパワー燃費競技全国大会」の参戦を目指し、省エネカーの製作を行っているクラブ。
ラジコンクラブ
学内の簡易コースで主に電動モーターカーをメインに走行練習を行っている。2008年度に初めて、地元の大会に出場を果たした。
レーシングカートクラブ
125ccの4サイクルエンジンを搭載したレーシングカートで、地元のカート場を中心に大会に出場している。また、レース出場以外は車両のメンテナンスを行っている。
野球クラブ
第20回全国専門学校軟式野球選手権大会（2008年）に栃木県代表として出場。全国大会ではベスト8まで勝ち進んだ。過去に通算で4回の全国大会出場を果たしている。

## 寮
日産栃木自動車大学校の学生寮は学校から1.5kmの距離に男子専用の「殿山寮（とのやまりょう）」がある（殿山寮は日産自動車栃木工場の独身寮で、学生寮と共用）。全室エアコン完備の6畳洋室南向き。大浴場や食堂・喫茶室の他に自動販売機、洗濯乾燥室、学生用の駐車場（有料）が設けられている。

## 交通アクセス
- 電車：JR宇都宮線石橋駅下車、クルマで約12分（タクシーは石橋駅東口に常駐）
- クルマ：北関東自動車道宇都宮上三川ICよりクルマで約5分